# مجلس الشؤون الاقتصادية والمالية

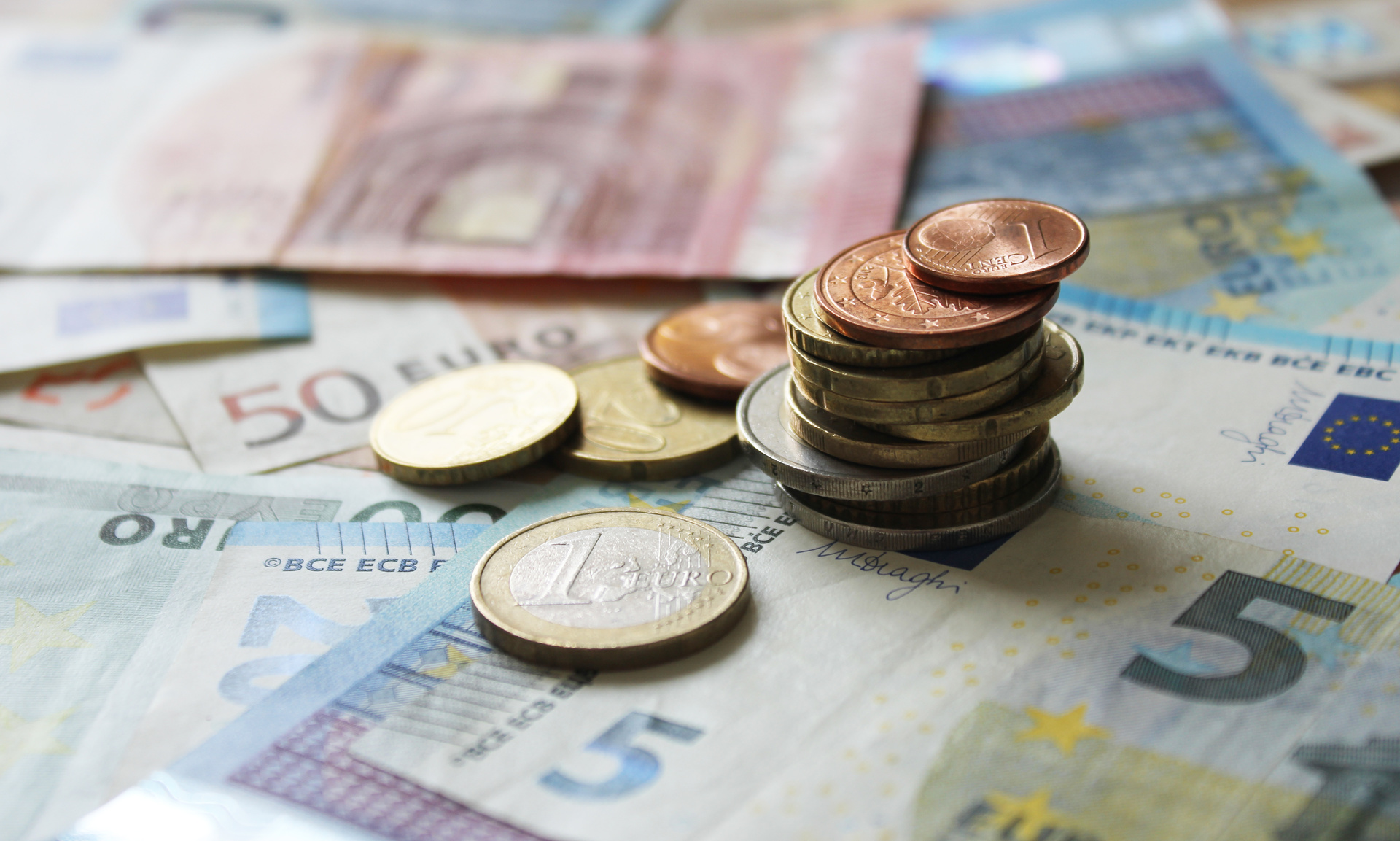
عملات ورقية ومعدنية يظهر على الورقية شعار الاتحاد الأوروبي

مجلس الشؤون الاقتصادية والمالية هو أحد أقدم تشكيلات مجلس الاتحاد الأوروبي  ويتألف من وزراء الاقتصاد والمالية للدول الأعضاء في الاتحاد الأوروبي، بالإضافة إلى وزراء الميزانية عند مناقشة قضايا الميزانية.
يعمل المجلس غالبًا مع مفوض الشؤون الاقتصادية والمالية والضرائب والجمارك ورئيس البنك المركزي الأوروبي.

## المهام
يغطي المجلس عددًا من مجالات سياسة الاتحاد الأوروبي، مثل تنسيق السياسة الاقتصادية، والمراقبة الاقتصادية، ومراقبة سياسة ميزانية الدول الأعضاء والمالية العامة، واليورو (الجوانب القانونية والعملية والدولية)، والأسواق المالية وحركات رأس المال والعلاقات الاقتصادية مع دول ثالثة. كما يعد ويعتمد كل عام، مع البرلمان الأوروبي، ميزانية الاتحاد الأوروبي التي تبلغ حوالي 145 مليار يورو.

## صناعة القرار
يجتمع المجلس مرة في الشهر ويقرر بشكل أساسي بالأغلبية المؤهلة، بالتشاور أو بقرار مشترك مع البرلمان الأوروبي، باستثناء المسائل المالية التي يتم البت فيها بالإجماع. عندما يفحص المجلس الملفات المتعلقة باليورو والاتحاد النقدي الأوروبي، لا يشارك ممثلو الدول الأعضاء التي عملتها ليست اليورو في تصويت المجلس.
يقوم المجلس بتفويض بعض مهامه إلى مجموعة قواعد السلوك. على سبيل المثال، قامت تلك المجموعة بحل مشكلات السياسة الضريبية في جيرزي وجبل طارق وغيرهما من «الأقاليم التابعة أو المرتبطة»،  وحققت في المعاملة الضريبية لصندوق براءات الاختراع في المملكة المتحدة.